# Atrobucca nibe
Atrobucca nibe is een straalvinnige vis uit de familie van ombervissen (Sciaenidae), orde baarsachtigen (Perciformes), die voorkomt aan de kusten van de Indische Oceaan en in het westen van de Grote Oceaan.

## Beschrijving
Atrobucca nibe kan een maximale lengte bereiken van 45 centimeter.
De vis heeft één rugvin en één aarsvin. Er zijn tien stekels en 27 tot 33 vinstralen in de rugvin en twee stekels en zeven vinstralen in de aarsvin.

## Leefwijze
Atrobucca nibe is een zoutwatervis die voorkomt in diep water op een diepte van 45 tot 200 meter.

## Relatie tot de mens
Atrobucca nibe is voor de visserij van aanzienlijk commercieel belang. De soort staat niet op de Rode Lijst van de IUCN.